# 粕屋出入口

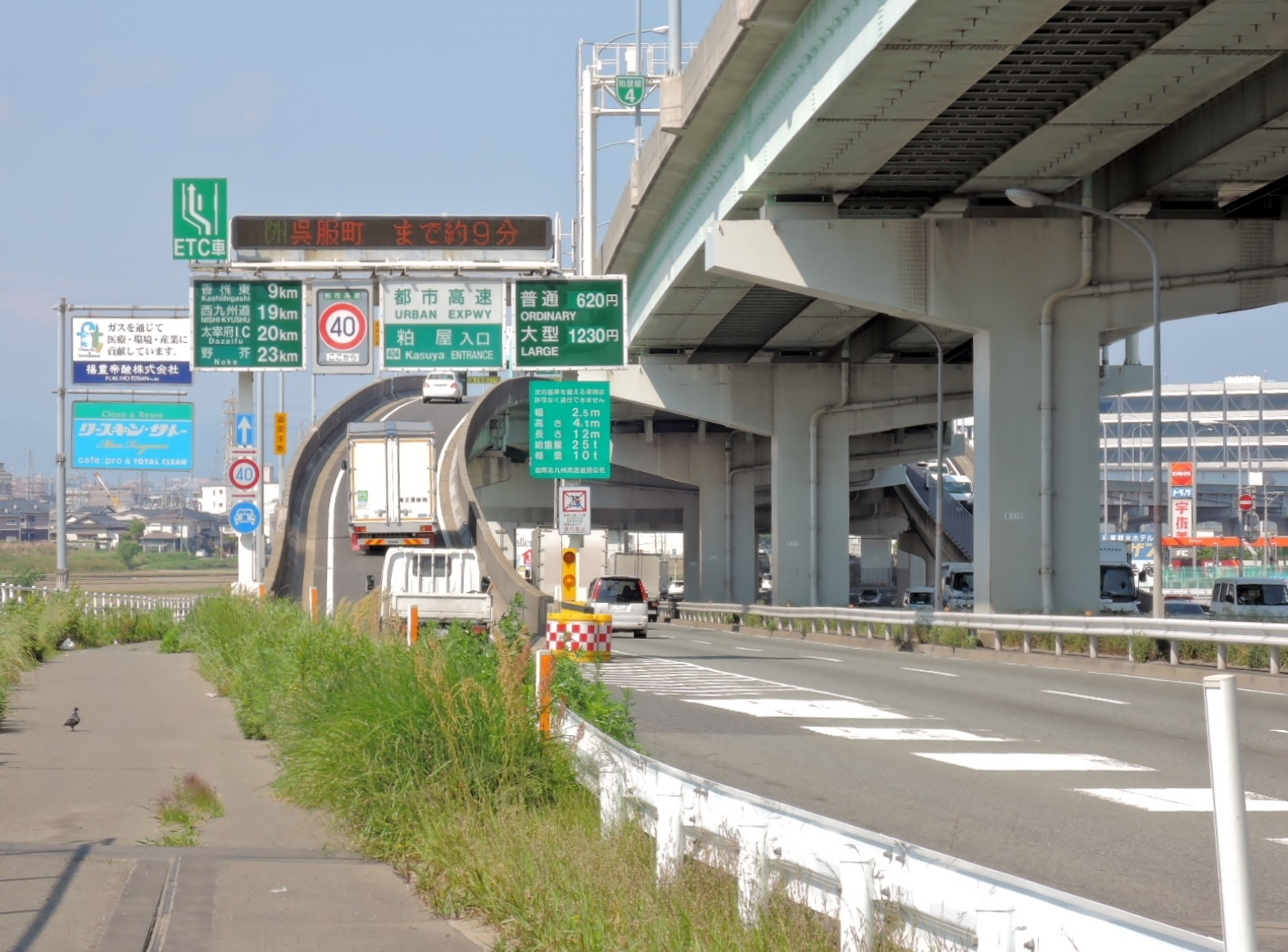
福岡高速道路４号粕屋線粕屋出入口、粕屋方面から貝塚方面に向かって撮影

粕屋出入口（かすやでいりぐち）は福岡県糟屋郡粕屋町にある福岡高速道路4号粕屋線の出入口である。4号粕屋線の終点でもある。

## 接続する道路
国道201号

## 周辺
- 粕屋町
- 福岡東環状線
- 篠栗町
- 篠栗四国八十八箇所
- 八木山バイパス（国道201号経由）
- ショウケ越
- 八木山峠

## 料金所

### 天神北・香椎方面
- ブース数：2
  - ETC専用：1
  - 一般：1

## 注意点
- 福岡インターチェンジ方面へは行けない。
- 篠栗・飯塚方面へ行く場合はここで降りることになる（当出口を過ぎると東行きは九州道まで出口無し）。

## 隣
福岡高速4号粕屋線
(403)多の津出入口 - (404)粕屋出入口 - (7)福岡IC